# Фарнабаз III
Фарнабаз III (*бл. 370 до н. е. — бл. 414 до н. е.) — державний та військовий діяч занепаду Ахеменідської держави і імперії Олександра Македонського.

## Життєпис
Походив з роду Фарнакідів, гілки династії Ахеменідів. Син Артабаза II, сатрапа Геллеспонтської Фригії. Його матір'ю була грекиня з О.Родос, можливо родичка Мемнона Родоського. Народився близько 370 року до н. е. Ймовірно 358 року до н. е. долучився до повстання батька проти перського царя Артексеркса III. Після поразки 352 року до н. е. разом з родиною втік до Македонського царства. Мешкав в Пеллі, столиці цього царство. тут познайомився зі спадкоємцем трону Олександром Македонським.
343 або 342 року до н. е. після отримання помилування разом з батьком повертається до Перської імперії. З вторгненням у 334 році до н. е. до Малої Азії військ македонського царя Олександра III. Фарнабаз підтримував стратегію Мемнона Родоського щодо захисту островів в Егейському морі та відмові від вирішальної битви із супротивником. Стає заступником Мемнона у керуванні перським флотом. Того ж року після загибелі сатрапа Арсита було призначено очільником Геллеспонтської Фригії. Втім фактично не керував сатрапією.
У 333 році до н. е. надав підтримку спартанському цареві Агісу III в підготовці повстання проти Македонії. Але зміг надати спартанцям лише 30 талантів і 10 триєр. У цей час зайняв з Мемноном острова Кос і Хіос. Після смерті Мемнона під час облоги Мітелен очолив перський флот в Егейському морі. За цим зайняв Мітелен і о. Тенедос, встановивши контроль над Геллеспонтом. При цьому зміцнював галікарнас, зайняв острови Самофракію, Андрос і Сіфнос. Алеп ісля поразки персів у битві при Іссі становище Фарнабаза стало складним. Наприкінці 333 року до н. е. зазнав поразки біля о. Хіос, потрапив у полон, але зміг втекти на о. Кос.
У 330 році до н. е. за допомоги батька замирився з Олександром Македонським, який на той час захопив Перську імперію. Після цього перебував при царському дворі. Після смерті Олександра Македонського приєднався до свого шварга Євмена, що був сатрапом Каппадокії. 321 року до н. е. Фарнабаз керував кіннотою під час битви біля Геллеспонту, де було переможено Кратера і Неоптолема. Подальша доля Фарнабаза невідома.